# Documenta 6
documenta 6 est une manifestation culturelle qui s'est déroulée du 24 juin au 2 octobre 1977 à Cassel, en Allemagne, sous la direction de l'historien de l'art Manfred Schneckenburger.
La sixième documenta a rassemblé 655 artistes qui ont présenté 2 700 œuvres et a été visitée par 343 410 visiteurs.

## Concept
Les participants ont utilisé différents types de supports comme forme d'art, notamment la photographie et le film qui ont attiré l'attention. En outre, la société des médias a été discutée. Pour la première fois, documenta 6, en tant que grande exposition dans le département de la photographie, a juxtaposé le travail de photographes historiques et contemporains dans le contexte des "150 ans de photographie".
Une discussion sur le réalisme socialiste dans les arts visuels en RDA a eu lieu. La participation de six artistes "officiels" de la RDA (les peintres Willi Sitte (de), Bernhard Heisig (de), Wolfgang Mattheuer et Werner Tübke ainsi que les sculpteurs Jo Jastram et Fritz Cremer) a été controversée et a conduit à des discussions animées, tant dans la période qui a précédé l'évènement qu'au cours de la documenta, ce qui a finalement amené au retrait de l'exposition des six participants cités.
Horst Wackerbarth s'est vu confier la publication de Kunst und Medien – Materialien zur documenta 6, dans laquelle figurait notamment les positions des plus jeunes artistes Bazon Brock, Eberhard Fiebig et Adam Jankowski, mais aussi des textes politiques.

## Artistes participants
| A                                      |                          |                                                |                                        |                               |  |
| Berenice Abbott                        | Hermann Albert           | Carl Andre                                     | Ben d'Armagnac                         | Christian Ludwig Attersee     |  |
| Vito Acconci                           | Pierre Alechinsky        | Theo Angelopoulos                              | Arman (Armand Fernandez)               | Bernard Aubertin              |  |
| Valerio Adami                          | Gerhard Altenbourg       | Ottomar Anschütz                               | Fernando Arrabal                       | Joannis Avramidis             |  |
| Robert Adamson                         | Robert Altman            | Horst Antes                                    | Eduardo Arroyo                         | Alice Aycock                  |  |
| Peter Ackermann                        | Anatol                   | Ant Farm                                       | Art & Language                         | Mac Adams                     |  |
| Billy Adler                            | Gisela Andersch          | Shusaku Arakawa                                | David Askevold                         | Carlo Alfano                  |  |
| Chantal Akerman                        | Laurie Anderson          | Diane Arbus                                    | Eugène Atget                           | Stephen Antonakos             |  |
| Thom Andersen                          |                          |                                                |                                        |                               |  |
| B                                      |                          |                                                |                                        |                               |  |
| Francis Bacon                          | Monika Baumgartl         | Joseph Beuys                                   | Fernando Botero                        |                               |  |
| Michael Badura                         | Hippolyte Bayard         | Michael von Biel                               | Margaret Bourke-White                  | Günter Brus                   |  |
| Édouard Baldus                         | Thomas Bayrle            | Werner Bischof                                 | Mathew B. Brady                        | Anatol Brusilovsky            |  |
| Balthus                                | Cecil Beaton             | Louis-Auguste Bisson et Auguste-Rosalie Bisson | Brassaï (Gyula Halász)                 | Wojciech Bruszewski (de)      |  |
| Joachim Bandau                         | Bernd et Hilla Becher    | Irma Blank                                     | George Brecht                          | Luis Buñuel                   |  |
| Jared Bark                             | Stephen Beck             | Karl Blossfeldt                                | KP Brehmer                             | Chris Burden                  |  |
| Robert Barry                           | Bill Beckley             | Bernhard Blume                                 | George Hendrik Breitner                | Daniel Buren                  |  |
| Jennifer Bartlett                      | Ernest J. Bellocq        | Mel Bochner                                    | Heinz Breloh                           | Scott Burton                  |  |
| Gianfranco Baruchello                  | James Benning            | Peter Bogdanovich                              | Georg Baselitz                         | Michael Buthe                 |  |
| Giorgio Battistella                    | Franz Bernhard           | Claus Böhmler                                  | Stuart Brisley                         | James Lee Byars               |  |
| Gerd Baukhage                          | Jean-Marie Bertholin     | Blythe Bohnen                                  | Jürgen Brodwolf                        |                               |  |
| Horst H. Baumann                       | Nuccio Bertone           | Karl Bohrmann                                  | Marcel Broodthaers                     |                               |  |
| Bodo Baumgarten                        | Jean-Louis Bertuccelli   | Christian Boltanski                            | Stanley Brouwn                         |                               |  |
| C                                      |                          |                                                |                                        |                               |  |
| Enzo Cacciola                          | Robert Capa              | Barbara Chase-Riboud                           | Pinchas Cohen Gan                      | Michael Craig-Martin          |  |
| Julia Margaret Cameron                 | Henri Cartier-Bresson    | Eduardo Chillida                               | James Collins (de)                     | Fritz Cremer                  |  |
| Colin Campbell (de)                    | Étienne Carjat           | Christo                                        | Miguel Condé                           | José Luis Cuevas              |  |
| Peter Campus                           | Ugo Carrega              | Chryssa                                        | Tony Conrad                            | Edward Curtis                 |  |
| Louis Cane                             | Lewis Carroll            | Chuck Close                                    | Steven Cortright                       |                               |  |
| Vlassis Caniaris                       | Claude Chabrol           | Harold Cohen                                   | Claudio Costa                          |                               |  |
| D                                      |                          |                                                |                                        |                               |  |
| Miodrag Djuric (Dado)                  | Douglas Davis            | Walter De Maria                                | Jim Dine                               | Juan Downey                   |  |
| Louis Daguerre                         | Ger Dekkers              | Agnes Denes                                    | Alfred et John Bool et Henry Dixon     | Peter Downsbrough             |  |
| Hanne Darboven                         | Willem de Kooning        | Fred Deux                                      | Dore O.                                | Michael Druks                 |  |
| Alan Davie                             | Philip Henry Delamotte   | Jan Dibbets                                    | Ugo Dossi                              | Marcel Duchamp                |  |
| John Davies                            | Jack Delano              | Braco Dimitrijević                             | Christian Dotremont                    | David Douglas Duncan          |  |
| E                                      |                          |                                                |                                        |                               |  |
| Don Eddy                               | Paul Eliasberg           | Heinz Emigholz                                 | Ulrich Erben                           | Walker Evans                  |  |
| Benni Efrat                            | Ger van Elk              | Ed Emshwiller                                  | Hugo Erfurth                           | Valie Export                  |  |
| Sergueï Eisenstein                     | Peter Henry Emerson      | Leo Erb                                        | Garth Evans                            |                               |  |
| F                                      |                          |                                                |                                        |                               |  |
| Öyvind Fahlström                       | Federico Fellini         | Dan Flavin                                     | Charles Frazier                        | Lee Friedlander               |  |
| Roger Fenton                           | Richard Fleischner       | Hermine Freed                                  | Hamish Fulton                          |                               |  |
| Ralston Farina                         | Armand Fernandez         | Corsin Fontana                                 | Wil Frenken                            |                               |  |
| Heide Fasnacht                         | Vincenzo Ferrari         | Fred Forest                                    | Achim Freyer                           |                               |  |
| Rainer Werner Fassbinder               | Robert Filliou           | Terry Fox                                      | Gisèle Freund                          |                               |  |
| Hans-Peter Feldmann                    |                          |                                                |                                        |                               |  |
| G                                      |                          |                                                |                                        |                               |  |
| Wolfgang Gäfgen                        | Jochen Gerz              | Tina Girouard                                  | Dan Graham                             |                               |  |
|                                        | Paul-Armand Gette        | Michael Gitlin                                 | Eve Gramatzki                          | Alan Green                    |  |
| Alexander Gardner                      | Peter Gidal              | Wilhelm von Gloeden                            | Tom J. Gramse                          | Marty Greenbaum               |  |
| Winfred Gaul                           | William Giersbach        | Jean-Luc Godard                                | Gotthard Graubner                      |                               |  |
| Rupprecht Geiger                       | Gilbert et George        | Hubertus Gojowczyk                             | Nancy Graves                           | Robert Grosvenor              |  |
| Michael Geißler                        | Frank Gillette           | Kuno Gonschior                                 |                                        | Hetum Gruber                  |  |
| Arnold Genthe                          | Raimund Girke            | Camille Graeser                                | Renato Guttuso                         |                               |  |
| H                                      |                          |                                                |                                        |                               |  |
| Roel D'Haese                           | Haus-Rucker-Co           | Wilhelm Hein                                   | Lewis Hine                             | Nan Hoover                    |  |
| Helfried Hagenberg                     | Erich Hauser             | Bernhard Heisig                                | Leon Hirszman                          | Rebecca Horn                  |  |
| David Hall (de)                        | Lady Clementina Hawarden | Michael Heizer                                 | Antonius Höckelmann                    | Horst P. Horst                |  |
| Nigel Hall                             | Ron Hays                 | Al Held                                        | David Hockney                          | George Hoyningen-Huene        |  |
| Philippe Halsman                       | Tim Head                 | Werner Herzog                                  | Anatol Herzfeld                        | Alfred Hofkunst               |  |
| Richard Hamilton                       | Erwin Heerich            | Eva Hesse                                      | Rudolf Hoflehner                       | Douglas Huebler               |  |
| Heijo Hangen                           | Axel Heibel              | David Octavius Hill                            | Edgar Hofschen                         | Danièle Huillet               |  |
| Noriyuki Haraguchi                     | Birgit Hein              | John Hilliard                                  | Hans Hollein                           | Alfonso Hüppi                 |  |
| Karl Horst Hödicke                     | Dietrich Helms           |                                                |                                        |                               |  |
| I                                      |                          |                                                |                                        |                               |  |
| Shōhei Imamura                         | Will Insley              | Jean Ipoustéguy                                | Patrick Ireland (voir Brian O'Doherty) | Hans Paul Isenrath            |  |
| J                                      |                          |                                                |                                        |                               |  |
| Ken Jacobs                             | Paul Jaray               | Jasper Johns                                   | Frances Benjamin Johnston              |                               |  |
| Miklós Jancsó                          | Jo Jastram               | Douglas James Johnson                          | Donald Judd                            |                               |  |
| Horst Janssen                          | Alejandro Jodorowsky     | Joan Jonas                                     | Martha Jungwirth                       |                               |  |
| K                                      |                          |                                                |                                        |                               |  |
| Wolf Kahlen                            | Buster Keaton            | Jürgen Klauke                                  | Beryl Korot                            | Ferdinand Kriwet              |  |
| Max Kaminski                           | Ellsworth Kelly          | Alexander Kluge                                | Joseph Kosuth                          | Germaine Krull                |  |
| Howard Kanovitz                        | Michael Kenny            | Werner Knaupp                                  | Jannis Kounellis                       | Shigeko Kubota                |  |
| Tadeusz Kantor                         | André Kertész            | Günther Knipp                                  | András Kovács                          | Stanley Kubrick               |  |
| Allan Kaprow                           | Anselm Kiefer            | Milan Knížák                                   | Attila Kovács (de)                     | Gary Kuehn                    |  |
| Dani Karavan                           | Harry Kipper             | Imi Knoebel                                    | Kurt Kren                              |                               |  |
| Marin Karmitz                          | Alain Kirili             | Alice Kochs                                    | Dieter Krieg                           |                               |  |
|                                        | Ronald B. Kitaj          | Christof Kohlhöfer                             | Richard Kriesche                       |                               |  |
| On Kawara                              | Konrad Klapheck          | Jiří Kolář                                     | Les Krims                              | Willem de Kooning             |  |
| L                                      |                          |                                                |                                        |                               |  |
| László Lakner                          | Barry Le Va              | Michael Leisgen                                | Robert Lawrance Lobe                   | Urs Lüthi                     |  |
| Arthur Lamothe                         | Russell Lee              | Les Levine                                     | Francisco López Hernández              | George Platt Lynes            |  |
| Richard Landry                         | Jean Le Gac              | Sol LeWitt                                     | Antonio López García                   |                               |  |
| Nikolaus Lang                          | Gustave Le Gray          | Roy Lichtenstein                               | Joseph Losey                           |                               |  |
| Dorothea Lange                         | Malcolm Le Grice         | Richard Lindner                                | Bernhard Luginbühl                     |                               |  |
| John Latham                            | Barbara Leisgen          | Michael Lingner                                | Bernhard Lüthi                         |                               |  |
| M                                      |                          |                                                |                                        |                               |  |
| Heinz Mack                             | Kenneth Martin           | Gerhard Merz                                   | Alexander Mitta                        | Robert Morris                 |  |
| Nino Malfatti                          |                          | Mario Merz                                     | Milan Mölzer                           | Alfons Maria Mucha            |  |
| Felix H. Man (Hans Baumann)            | Roberto Matta            | Borg Mesch                                     | Bernard Moninot                        | Ugo Mulas                     |  |
| Robert Mangold                         | Gordon Matta-Clark       | Annette Messager                               | Henry Moore                            | Antoni Muntadas               |  |
| Andy Mann                              | Wolfgang Mattheuer       | Adolphe de Meyer                               | Stefan Moore                           | Walter Murch                  |  |
| Werner Mantz                           | Cynthia Lee Maughan      | Duane Michals                                  | Carmengloria Morales                   | J. J. Murphy                  |  |
| Piero Manzoni                          | Anthony McCall           | Henri Michaux                                  | Marcello Morandini                     | Zoran Mušič                   |  |
| Giacomo Manzù                          | Barry McCallion          | Rune Mields                                    | Pit Morell                             | Eadweard Muybridge            |  |
| Robert Mapplethorpe                    | Bruce McLean             | Antoni Miralda                                 | François Morellet                      |                               |  |
| Brice Marden                           | Syd Mead                 | Josef Mikl                                     | Maria Moreno                           |                               |  |
| Agnes Martin                           | Dariush Mehrjui          | Joan Miró                                      | Malcolm Morley                         |                               |  |
| N                                      |                          |                                                |                                        |                               |  |
| Tomitaro Nachi                         | Bruce Nauman             | Wolfgang Nestler                               | Joseph Nicéphore Niépce                | Maria Nordman                 |  |
| Félix Nadar                            | Charles Nègre            | Richard Newton                                 | Ansgar Nierhoff                        | Gabriele et Helmut Nothhelfer |  |
| Maurizio Nannucci                      | Werner Nekes             | Max Neuhaus                                    | Richard Nonas                          | Lev V. Nussberg               |  |
| O                                      |                          |                                                |                                        |                               |  |
| Dore O.                                | Timothy O'Sullivan       | Roman Opałka                                   | Nagisa Ōshima                          |                               |  |
| Oswald Oberhuber                       | Claes Oldenburg          | Dennis Oppenheim                               | Jean Otth                              |                               |  |
| Brian O'Doherty (voir Patrick Ireland) | Claudio Olivieri         | Anna Oppermann                                 |                                        |                               |  |
| P                                      |                          |                                                |                                        |                               |  |
| Hilmar Pabel                           | Giulio Paolini           | A. R. Penck                                    | Pablo Picasso                          | Lucio Pozzi                   |  |
| Nam June Paik                          | Eduardo Paolozzi         | Peng Wan-Ts                                    | Otto Piene                             | Heinz-Günter Prager           |  |
| Blinky Palermo                         | Gordon Parks             | Beverly Pepper                                 | Walter Pichler                         | Mario Prassinos               |  |
| Magnús Pálsson                         | Sergei Paradschanow      | Dolores Pacileo                                | Anne et Patrick Poirier                | Gianni Piacentino             |  |
| Panamarenko                            | Pier Paolo Pasolini      | Wolfgang Petrick                               | Sigmar Polke                           |                               |  |
| Gina Pane                              | Max Peintner             | Friederike Pezold                              | Don Potts                              |                               |  |
| Q                                      |                          |                                                |                                        |                               |  |
| Isabel Quintanilla                     | Daniel Quintero          |                                                |                                        |                               |  |
| R                                      |                          |                                                |                                        |                               |  |
| William Raban                          | John Reilly              | Jacob August Riis                              | Peter Roehr                            | Ed Ruscha                     |  |
| David Rabinowitch                      | James Reineking          | Bridget Riley                                  | Ulrike Rosenbach                       | Ken Russell                   |  |
| Arnulf Rainer                          | Albert Renger-Patzsch    | Klaus Rinke                                    | James Rosenquist                       | Claude Rutault                |  |
| Yvonne Rainer                          | Jean Renoir              | Larry Rivers                                   | Gerhard Richter                        | Reiner Ruthenbeck             |  |
| Robert Rauschenberg                    | Alain Resnais            | Jacques Rivette                                | Roberto Rossellini                     | Robert Ryman                  |  |
| Man Ray                                | Erich Reusch             | Józef Robakowski                               | Dieter Roth                            | Éric Rohmer                   |  |
| Tony Ray-Jones                         | Hans Peter Reuter        | Dorothea Rockburne                             | Arthur Rothstein                       |                               |  |
| Martial Raysse                         | George Warren Rickey     | Alexander Michailowitsch Rodtschenko           | Gerhard Rühm                           | Reindeer Werk                 |  |
| S                                      |                          |                                                |                                        |                               |  |
| Hans Salentin                          | Tomas Schmit             | Paul Sharits                                   | Michael Singer                         | Edward Steichen               |  |
| Sohrab Shahid Saless                   | Wolfgang Schmitz         | Martin Schwarz                                 | Willi Sitte                            | Saul Steinberg                |  |
| Erich Salomon                          | Helmut Schober           | Martin Scorsese                                | Neal Slavin                            | Frank Stella                  |  |
| Lucas Samaras                          | Eugen Schönebeck         | George Segal                                   | David Smith                            | Alfred Stieglitz              |  |
| Fred Sandback                          | Ben Schonzeit            | Antonio Seguí                                  | Robert Smithson                        | John Benjamin Stone           |  |
| August Sander                          | Rudolf Schoofs           | Friedrich Seidenstücker                        | Fernando Ezequiel Solanas              | Paul Strand                   |  |
| Sarkis Zabunyan                        | Jan Schoonhoven          | Richard Serra                                  | Michael Snow                           | Jean-Marie Straub             |  |
| Antonio Saura                          | Werner Schroeter         | Ben Shahn                                      | Alan Sonfist                           | Liselotte Strelow             |  |
| Konrad Balder Schäuffelen              | Heinz Schubert           | Joel Shapiro                                   | Eve Sonneman                           | Michelle Stuart               |  |
| Giorgi Schengelaia                     | Alf Schuler              | Charles Sheeler                                | Keith Sonnier                          | Josef Sudek                   |  |
| Alexander Schleber                     | HA Schult                | Stephen Shore                                  | Daniel Spoerri                         | István Szabó                  |  |
| Barbara Schmidt-Heins                  | Bernard Schultze         | Katharina Sieverding                           | Klaus Staeck                           | Chihiro Shimotani             |  |
| Gabriele Schmidt-Heins                 | Emil Schumacher          | Charles Simonds                                | Ted Stamm                              | Kenneth Snelson               |  |
| Ursula Schultze-Bluhm                  |                          |                                                |                                        |                               |  |
| T                                      |                          |                                                |                                        |                               |  |
| Jirō Takamatsu                         | Andreï Tarkovski         | George Trakas                                  | Peter Tuma                             |                               |  |
| Takis                                  | André Thomkins           | François Truffaut                              | Deborah Turbeville                     |                               |  |
| William Henry Fox Talbot               | Jean Tinguely            | Costas Tsoclis                                 | Richard Tuttle                         |                               |  |
| Antoni Tàpies                          | Gérard Titus-Carmel      | Werner Tübke                                   | Cy Twombly                             |                               |  |
| U                                      |                          |                                                |                                        |                               |  |
| Günther Uecker                         | Lee Ufan                 | Timm Ulrichs                                   | Hans Uhlmann                           |                               |  |
| V                                      |                          |                                                |                                        |                               |  |
| Giuliano Vangi                         | Vladimir Veličković      | Bill Viola                                     | Klaus Vogelgesang                      | Hannsjörg Voth                |  |
| Agnès Varda                            | Bernar Venet             | Luchino Visconti                               | Wolf Vostell                           |                               |  |
| W                                      |                          |                                                |                                        |                               |  |
| Andrzej Wajda                          | Weegee                   |                                                | Gottfried Wiegand                      | Claus Peter Wittig            |  |
| Willie Walker                          | William Wegman           | Wim Wenders                                    | Klaus Wildenhahn                       | Krzysztof Wodiczko            |  |
| Franz Erhard Walther                   | Peter Weibel             | Lina Wertmüller                                | Dorothee von Windheim                  |                               |  |
| Andy Warhol                            | Lawrence Weiner          | Dsiga Wertow (Dziga Vertov)                    | Gerd Winner                            | Fritz Wotruba                 |  |
| Ryszard Waśko                          | Roger Welch              | Marthe Wéry                                    | Reindert Wepko van de Wint             | Klaus Wyborny                 |  |
| Wolfgang Weber                         | Peter Weller (de)        | Tom Wesselmann                                 | Rainer Wittenborn                      |                               |  |
| Y                                      |                          |                                                |                                        |                               |  |
| Keigo Yamamoto                         | Yves Yersin              | Yoshio Yoshida) (de)                           | Frank Young                            |                               |  |
| Z                                      |                          |                                                |                                        |                               |  |
| Herbert Zangs                          | Gianfranco Zappettini    | Jerry Zeniuk                                   | Heinrich Zille                         |                               |  |
| Krzysztof Zanussi                      | Michele Zaza             | Christian Ziewer                               | Zush                                   |                               |  |